# 클릭베이트

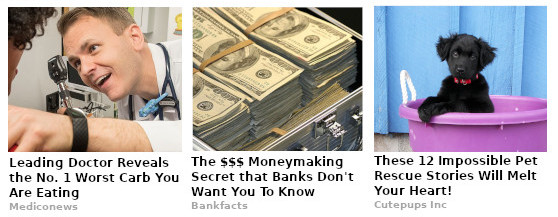
"chumbox" 스타일의 광고 예시. 독자의 호기심을 자극하기 위해 정보 격차를 사용하는 일반적인 클릭베이트 전술을 사용하고 읽기 쉬운 번호 목록을 약속한다.

클릭베이트(영어: clickbait, '낚시 기사')는 사용자의 관심을 끌고 해당 링크를 따라 링크된 온라인 콘텐츠를 읽거나 보거나 듣도록 유도하기 위해 고안된 텍스트 또는 섬네일 링크이다. 일반적으로 기만적이거나 오해의 소지가 있다는 특징을 가지고 있다. "티저"는 "호기심의 격차"를 활용하여 뉴스 웹 사이트 독자가 호기심을 갖도록 충분한 정보를 제공하지만, 링크된 콘텐츠를 클릭하지 않고 호기심을 충족시키기에는 충분하지 않다. 클릭베이트의 헤드라인은 전달되는 콘텐츠를 정확하게 반영하지 않는 키워드를 사용하여 부정직한 요소를 추가한다. 이 용어의 "-bait"는 한국어로 '미끼'라는 뜻이다.
인터넷이 나오기 오래 전부터 미끼와 스위치로 알려진 부도덕한 마케팅 관행은 유사하게 부정직한 방법을 사용하여 고객을 사로잡았다. 미끼와 스위치처럼 클릭베이트는 사기의 한 형태이다. (그러나 클릭 사기는 악성 코드를 포함하여 링크의 전면에 있는 것과 링크의 사용자 클릭에 있는 것 사이에 더 극단적인 단절을 사용하는 별도 형태의 온라인 허위 진술이다.) 클릭베이트라는 용어는 사용자가 클릭된 링크에서 예상하지 못한 목적지에 도착하는 모든 경우를 포함하지는 않는다. 릭롤링과 같이 유머를 목적으로 조작하고 착취 요소가 없는 경우 해당 속임수는 클릭베이트로 간주되지 않는다. 이 용어는 시청자들이 성적으로 자극적인 이미지와 같이 매력적인 섬네일이나 제목에 대해 불평할 때 오용될 수도 있다. 그러나 이미지나 제목이 클릭 연결 시 제공되는 콘텐츠를 정확하게 반영한다면 이것은 단순한 유혹의 예이다. 속임수 요소가 없으면 클릭베이트로 간주되지 않는다. 경계선의 경우는 콘텐츠 제작자가 도발적인 미리보기 이미지에 대한 정당성을 제공하기 위해 매우 짧은 세그먼트를 삽입할 때 발생하며, 대부분의 콘텐츠는 이 짧은 세그먼트 또는 섬네일과 관련이 없는 경우다. 여기에서 클릭베이트에 대한 강력한 사례는 사용자를 착취하려는 목적의 속임수이기 때문에 모든 사용자가 만들 수 있다.

## 정의
클릭베이트는 사용자가 링크를 클릭하고 조작하도록 유도하는 유혹을 잘못 표현한 것이다. 클릭베이트에 대해 보편적으로 합의된 정의는 없지만, Merriam-Webster는 클릭베이트를 "독자가 하이퍼 링크를 클릭하고 싶어하도록 고안된 것"으로 정의한다. 특히 링크가 의심스러운 가치나 관심의 콘텐츠로 연결되는 경우에 그렇다. Dictionary.com은 클릭베이트가 "다른 웹 페이지의 기사 링크를 따라 가도록 사람들을 유도하기 위해 고안된 인터넷상의 선정적인 헤드 라인 또는 텍스트"라고 말한다.
BuzzFeed 편집자 Ben Smith(저널리스트)는 그의 출판물이 클릭베이트를 하지 않는다고 말하며, 클릭베이트의 엄격한 정의를 기사 내용에 대한 부정직 한 헤드 라인으로 사용한다. Smith는 "5세 소녀가 말 기암에 걸린 아버지를 디즈니 월드로 데려가기 위해 충분한 돈을 모금했습니다"와 같은 Buzzfeed 헤드 라인이 약속 한 내용을 정확하게 전달한다고 말한다. 헤드 라인이 시선을 사로잡도록 쓰였다는 사실은 헤드 라인이 기사를 정확하게 설명하기 때문에 Smith의 견해와는 무관하다.
Facebook은 사용자에게 표시되는 클릭베이트의 양을 줄이려고 노력하면서 이 용어를 사용자가 클릭하도록 유도하는 헤드 라인으로 정의했지만 표시되는 내용을 알려주지 않았다. 그러나 이 정의는 일반적으로 클릭베이트로 간주되는 많은 콘텐츠를 제외한다.
보다 일반적으로 사용되는 정의는 의도적으로 과도하게 약속하고 과소 게재하는 헤드 라인이다. 이러한 헤드 라인과 관련된 기사는 종종 원본이 아니며, 단순히 헤드 라인을 다시 언급하거나 보다 진정한 뉴스 소스의 콘텐츠를 복사한다.
클릭베이트(clickbait)라는 용어는 때때로 사람에게 불쾌감을 주는 기사에 사용된다. 이러한 경우 해당 기사는 용어의 합법적인 정의에 의해 실제 클릭베이트가 아니다.

## 배경
역사적 관점에서 볼 때 클릭베이트 작가가 사용하는 기술은 황색 언론의 파생물로 간주될 수 있다. 이 저널리즘은 합법적이고 올바르게 연구된 뉴스를 거의 또는 전혀 제공하지 않고, 대신 뉴스 이벤트와 스캔들 장려 또는 선정주의의 과장을 포함하는 눈길을 끄는 헤드 라인을 사용했다. 이러한 선정적인 이야기의 원인 중 하나는 기자가 정보의 진실을 확인하지 않고, 돈으로 기사 거리를 사는 논란이 많은 관행이다. 미국에서는 일반적으로 유명인과 정치인을 입증되지 않은 혐의의 수익성 있는 표적이 되기 때문에 일반적으로 비윤리적인 관행으로 간주된다. Washington Post의 작가 Howard Kurtz에 따르면, "이 번창하는 타블로이드 문화는 이익을 위해 유명인에 대한 칙칙하고 감각적인 이야기를 포함함으로써 뉴스의 오래된 정의를 삭제했습니다."

## 사용
클릭베이트는 웹 사이트 자체의 목적이든 온라인 광고 수익 증대를 위한 목적이든 주로 웹 사이트에서 페이지 뷰를 유도하는 데 사용된다. 또한 악성 파일을 유포하거나 사용자 정보를 훔칠 목적으로 피싱 공격에 사용될 수 있다. 사용자가 자세한 내용을 알아보기 위해 제공된 링크를 열면 공격이 발생한다. 클릭베이트는 정치적 목적으로도 사용되었으며, 탈 진실 정치의 부상에 대한 비난을 받아왔다. The Guardian의 편집장인 Katherine Viner는 "정확성과 진실성을 희생하면서 값싼 클릭을 쫓는 것"이 저널리즘과 진실의 가치를 훼손했다고 썼다. 눈에 띄는 헤드 라인이 포함된 감성적인 주제는 널리 공유되고 클릭된다. 그 결과 슬레이트가 "분노의 집합체"로 묘사한 것과 Breitbart News, Huffington Post, Salon, Townhall 및 Gawker Media 블로그를 포함한 정치 스펙트럼 전반에 걸쳐 웹 사이트가 확산되었다. 이는 정치적, 문화적 문제에 대한 단순한 도덕적 판단을 제공하는 공유 가능한 짧은 형식의 작품을 제작함으로써 이익을 얻었다.
긴장감과 감각을 키우고 사용자를 클릭하도록 유인하고 놀리는 뉴스 및 온라인 기사의 헤드 라인 구성 등 다양한 클릭베이트 전략이 있다. 이러한 목표를 달성하는 데 널리 사용되는 접근 방식에는 사용자에게 흥미로운 링크와 이미지의 표시, 탐욕 또는 호기심과 관련된 호기심 활용이 포함된다. 예를 들어, 이러한 콘텐츠에 음란한 이미지나 "빨리 돈을 버는" 방식이 포함되는 것은 드문 일이 아니다.
한국에서 클릭베이트는 어뷰징 기사로 흔히 볼 수 있다. 어뷰징 기사는 온라인 저널리즘의 황폐화를 보여준다. 여기서 어뷰징은 실시간 인기 검색어에 오른 기사를 포털에 반복 전송해 조회수를 올리고 광고 수익을 얻는 행위를 말한다. 쉽게 말하면 클릭베이트가 저널리즘 상에서는 어뷰징이라는 단어로 나타나는 것이다. 어뷰징 기사는 낚시 제목이나 선정적 내용, 사실관계 오류, 네티즌 반응 조작 등으로 비판받아왔다. 그러나 현재 각종 포털사이트에서 실시간 검색어를 폐지되면서 언론계 종사자들은 인터넷 매체를 포함한 언론사들의 어뷰징 기사 양산이 줄어들기를 기대하고 있다.

## 반발
2014년까지 웹에서 클릭베이트가 보편화되면서 사용에 대한 반발이 발생하기 시작했다. 2013년 1월 언론인 이준행은 '충격', '경악'과 같이 자극적인 제목을 단 기사를 모아 순위를 매기는 충격 고로케라는 웹사이트를 개설하였다. 풍자 신문 The Onion은 Upworthy 및 BuzzFeed와 같은 클릭베이트 웹 사이트를 패러디한 새 웹 사이트 ClickHole을 출시했다. 2014년 8월 Facebook은 소셜 네트워크에서 클릭베이트의 영향을 줄이기위한 기술적 조치를 취하고 있다고 발표했다. 클릭베이트를 다른 유형의 콘텐츠와 구별하기 위해 사용자가 링크된 페이지를 방문하는데 한 시간이 소요된다. 웹 사이트가 기사의 콘텐츠가 클릭률보다 더 중요한 스폰서 광고와 네이티브 광고로 이동함에 따라 광고 차단기와 광고 클릭의 일반적인 감소도 클릭베이트 모델에 영향을 미쳤다.
웹 브라우저는 클릭베이트 문제를 감지하고 완화하는 도구를 통합했으며, Twitter와 같은 소셜 미디어 플랫폼은 클릭베이트 콘텐츠를 필터링하는 알고리즘을 구현했다. Stop Clickbait와 같은 소셜 미디어 그룹은 클릭베이트 기사에 대한 간략한 요약을 제공하여 클릭베이트와 싸우며 "호기심의 격차"를 좁히고 있다. 클릭베이트 보고 브라우저 플러그인도 연구 커뮤니티에서 지도 학습 알고리즘을 기반으로 현장의 추가 발전을 위해 클릭베이트 링크를 보고하기 위해 개발되었다. 보안 소프트웨어 제공업체는 유해한 클릭베이트를 방지하는 방법에 대한 조언을 제공한다.

## 같이 보기
- 입소문 마케팅 - 기존 소셜 네트워크를 사용하여 제품을 홍보하는 마케팅 전략
- 황색언론
- 낚시 (인터넷)
- 피싱
- 클릭 사기
- 충격 고로케 - 인터넷 기사의 낚시성 키워드 사용 빈도를 보여주는 사이트